# Георги Бенковски
Георги Бенковски (рождено име: Гаврил Груев Хлътев) е български революционер, основна фигура в организацията и ръководител на Априлското въстание през 1876 г. в 4-ти Революционен окръг.

## Ранни години
Роден е в Копривщица на 21 септември 1843 г. Има две сестри: Куна и Василя. Негов племенник е Михаил Маджаров. Има тежко детство, баща му Грую Хлътев, дребен и почтен търговец, умира през 1848 година във Власотинци – място, където се произвеждали конопени изделия. Приятелите му го погребват в двора на църквата, но след три години жена му нарежда да се пренесат неговите останки в Копривщица, в костницата на църквата „Успение Богородично“, където се пазели костите на всички копривщенци, починали или загинали в чужбина. Това принуждава Гаврил да учи само до 3-ти клас в Основното Копривщенско училище, а след това майка му го дава да учи занаят – терзийство. По-късно, неудовлетворен от тази перспектива, става абаджийски чирак, после се отделя от майстора си и сам се залавя с търговия. През 1866 година вече е влиятелен абаджия, нищо материално не му липсва, облича се ефектно. Скоро влиза в конфликт с османската власт. Племенникът му – Михаил Маджаров – твърди, че на Спасовден Хлътев „арестува“ няколко заптиета, които опитват да попречат на народното веселие в Копривщица. Хвърлен е затвора и му е наложена глоба. На това младият Гаврил отговаря: „ага, кога видиш пара от мен – да я забиеш на вратата на конака“. Освободен с помощта на зет си, той напуска Копривщица, за да търси поле за изява. Обикаля големите пазари в Цариград и на юг, в Мала Азия. Има голям успех, печели и харчи много, но преживява внезапни обрати, които променят мисленето му и отношението му към живота и пътя, който трябва да следва един човек. Според неговите собствени думи пред Захарий Стоянов, човек трябва да умее да лъже, за да бъде успешен търговец. В продължение на десет години живее на различни места в Ориента: Смирна, Цариград, Анадола, Александрия, работейки всевъзможни неща. Според легенда, една година е гавазин на персийския консул и носи такава хубава униформа, че хората го взимат за самия консул. В даден момент успява да забогатее и откупува десятъка, после се разорява, забърква се с авантюристи и е разследван за съмнителни афери. Според З. Стоянов Бенковски говори седем езика: български, турски, гръцки, италиански, полски, румънски и персийски. Заимов обаче твърди, че това не е истина и че Бенковски владее турски, гръцки и румънски; а писменото му ниво на български е лошо.
Приемайки името Георги Бенковски, той активно се включва в предприетите от българската революционна емиграция действия. Според Захарий Стоянов:
| „ | Името Георги Бенковски не е просто случайност. То принадлежи на един полски патриот, заточен от руското правителство на остров Сахалин. Този поляк сполучил да избяга от каторгите и стъпил в Япония. Френският посланик в Едо го взел под своя защита, защото французите и до днес не са отказали още да дават своето покровителство на нещастните поляци. Той дал на поляка френски паспорт, в който се бележело и името му – Антон Бенковски, за да се върне с него в Европа. Антон Бенковски си избрал за местожителство Турция, така също гореща покровителка на неговите съотечественици, и тръгнал за Цариград. В паспорта му се говорело открито, че той е полски емигрант. Когато пристигнал в Диарбекир, срещнал се случайно със Стояна Заимова, познат вече на читателите. Тоя последният, така също заточеник от турското правителство, бил турил вече намерение да избяга. Като си разправил хала на А. Бенковски, предложил му, ако желае, да отстъпи нему френският паспорт, а той да си извади турско тескере. А. Бенковски склонил и продал паспорта на Заимова за 5 лири. С тоя паспорт Заимов сполучил да избяга в Румъния през 1875 година. Когато нашият Бенковски тръгвал за Цариград през същата година, за да го пали, както споменах вече по-горе, то Заимов му дал паспорта на А. Бенковски, и така нашият Гаврил Хлътев бил принуден да замести своята българска фамилия с поляшка. | “ |

## Революционна дейност

### Ранна революционна дейност
В град Букурещ се запознава със Стоян Заимов и се запалва по революционното дело. Според Заимов през май, юни и юли Бенковски внася 200 наполеона (4000 лева) в редакцията на в. „Михал“ списван от Заимов. Впоследствие тези пари отиват за аферата с подпалването на Цариград и убийството на Абдул Азис.
Първите сведения за него имаме от края на март 1875 година. В „Христо Ботьов. Опит за биография“ Захарий Стоянов описва как между 16 и 23 март 1875 година избухва скандал между Ботев и Каравелов, относно ролята на Каравелов в БРЦК и насоките, които комитета трябва да поеме. При това положение Ботев взима крайно решение: Каравелов като човек с голямо влияние и същевременно вреден за революционното дело (според Ботев) да бъде убит. За тази цел той „наговаря“ Бенковски да извърши екзекуцията и да прибере революционните книжа. Според З. Стоянов обаче бъдещият апостол преценява, че Каравелов е дал много на българската освободителна кауза и смъртта му ще навреди на революционното дело, така че взима „соломоновско“ решение. Влизайки в книжарницата на Каравелов, той си разтваря силяха, така че да се види револвера му; успява да сплаши своя съгражданин и другарите му. Каравелов предава революционните книжа и се оттегля, без да се стига до убийство. Съществуват обаче и мнения, че З. Стоянов се е объркал и споменатия епизод се отнася не за Бенковски, а Стефан Стамболов. Трето мнение застъпва Ст. Заимов, в качеството си на очевидец: Бенковски наистина е бил насъскан от Хр. Ботев да убие Л.Каравелов, но Заимов, който по това време живеел в една стая с него го разубедил. Същевременно той признава, че Стамболов е заплашвал с револвер Каравелов, от името на новото Привременно правителство От разказа на Заимов, излиза че това са две отделни случки, а З.Стоянов ги е смесил.
През лятото на 1875 година Бенковски е включен в групата революционери-подпалвачи на Цариград. Целта на акта е да се предизвика смут в Османската империя. Групата пристига в имперската столица, но не успява да осъществи замисленото начинание. Именно тук дотогавашният Гаврил Хлътев се сдобива с паспорта на поляка Антон Бенковски Бенковски (даден му от Заимов) и променя малкото си име на Георги. С този псевдоним той ще бъде известен за в бъдеще. Бенковски се връща в Букурещ, където взема дейно участие в сформирането и работата на Гюргевския комитет, заседавал в периода 11 – 12 ноември – 25 декември 1875 г. и взел решение за въстание в България през пролетта на 1876 г. Все пак въпреки участието му в средите на хъшовете, поне до ноември Бенковски не е бил известен в революционните среди. Той е препоръчан за участник в Гюргевския комитет от Ст. Заимов за апостол, заедно с Никола Славков, кандидатурата му се приела с два гласа против, а впоследствие З. Стоянов отбелязва, че той бил приет „по милост“ за помощник на Волов. Според разказ на Заимов за приемането му повлиява една случка: румънски шпионин нахлува в стаята, където заседава комитета; докато смутените апостоли се чудят какво да предприемат, Бенковски става, удря шамар на шпионина и с думите, че първо се чука на вратата, го изхвърля от стаята. Проявеният от него кураж и решителност правят голямо впечатление на присъстващите и те го избират за помощник на Волов.

### Дейност в IV революционен окръг
Според плана на Гюргевския комитет Георги Бенковски е избран за помощник-апостол на IV Пловдивски революционен окръг с център Панагюрище и главен апостол Панайот Волов. Бенковски обаче бързо се откроява със своите качества. Той показва добър психологически усет спрямо душевността на българския селянин. Демонстрира показност, самоувереност и ораторски умения и печели много последователи чрез своята харизма. Захарий Стоянов е изненадан, че всички казват „така каза Бенковски“ и „така нареди Бенковски“, а никой не споменава Волов. В хода на събитията Волов преценява, че Бенковски е по-достоен и доброволно отстъпва мястото си на пръв апостол. Години по-късно един техен съвременник си спомня, че Каблешков „не можеше да се начуди как този човек, без никакво систематично образование, говорил тъй умно и схватливо, като да се бил подготвял дълго за тази длъжност“.
Бенковски и Волов от самото начало разделят дейноста си, Волов отива да агитира по Карлово, Стрелча, Копривщица, а Бенковски – основно по селата Мечка (днес Оборище), Поибрене, Мухово, а също така в Панагюрище и Пазарджик. Любопитно е, че Бенковски бързо преценява, че в Пловдив има силен турски гарнизон и премества седалището на комитета от Пловдив в Панагюрище. Друга важна причина е, че в Панагюрище има комитет от времето на Левски, който е слабо засегнат от вълната на арести през 1872 – 1873 година. С усилията на Бенковски и Волов на 7 февруари 1876 този комитет е съживен, а в него влизат и нови участници като Павел Бобеков. На следващия ден (8 февруари 1876) Бенковски открива комитет и в с. Баня, за чийто председател бил избран поп Грую Бански. За кратко време Бенковски създава сериозна революционна мрежа в околността.
От 14 до 16 април 1876 година Бенковски организира събрание в местността Оборище, за да разбере докъде е стигнала организацията на околните населени места, взели участие в подготовката на въстанието. На това събрание идва информация, че генерал Иван Кишелски се кани да подпомогне въстанието. Бенковски, който не желае да дели властта и славата, обявява че делегатите трябва да гласуват специално пълномощие на присъстващите апостоли. Според самия него смисълът на това пълномощие е, че нему и на другарите му „се дава право да дигат въстание, когато намерят за добре, от тях да зависи да избират войводи, с една реч — тия да разполагат със съдбата на населението.“ Донякъде неговите действия са продиктувани и от желанието за строг ред и дисциплина. Демократична опозиция (начело с пазарджишкият делегат доктор Иван Соколов и панагюрският делегат Нейчев) се възпротивява, че „не иска да се отърве от един тиранин, само за да попадне на друг - български“. В Бенковски тя вижда диктатор, проявяващ високомерие и склонност към авторитаризъм. Бенковски проявява кураж, хладнокръвие и харизматичност, сразява опозицията (чрез ултиматум – или селяните да подпишат, или той ги изоставя) и успява да убеди делегатите, че е достоен за такова пълномощие. Накрая опозицията също подписва пълномощието.
По време на обявяването на Априлското въстание, на 20 април 1876 г. (стар стил) в Копривщица, Бенковски е в Панагюрище заедно с повечето други апостоли. Когато разбира, че в Копривщица вече се бият, той обявява въстанието и в Панагюрище, след което бързо сформира чета и тръгва да вдига и околните села. Хвърковатата чета, (ок. 130 души) с която неуморно обикаля целия регион и успява да мобилизира и мотивира много въстаници, играе централна роля във военните действия на въстанието На 23 април изминава с четата 30 километра между Панагюрище и с. Петрѝч. Близост до селото в местността Сливовка, Бенковски разбива османски башибозук и черкези. На 24 април от Панагюрище пристигат 105 въстаници под командването на Орчо войвода. Общият брой на въстаниците достига 235 човека. Селото е нападнато отново – този път от редовна османска войска – и печели своето второ сражение. Оттук Хвърковатата чета се отправя към Еледжик. Към четата се включват даже шестима хървати от Далмация и един немец, които работят на жп станцията в Белово. Единият от тях, Стефан Далматинеца, е последният им байрактар.
След жестокото потушаване на бунта в Панагюрския регион, на 2 май Бенковски с чета от 70 души се отправят към Тетевенския балкан. В непрекъснати сражения с турците четата се стопява, а на 7 май е разпусната от войводата. Заедно със Захарий Стоянов, отец Кирил и Стефан Далматинеца се насочва към Тетевен. На 12 май (24 май нов стил) 1876 година, след предателство от страна на местния селянин Въльо, Бенковски попада в засада на мост на река Костина и е застрелян от жандармерията. Главата му е пратена в Орхание, а след това в София. Тези събития са описани в „Записки по българските въстания“ на Захарий Стоянов, който участва в събитията и преживява по чудо засадата.

## Памет
- Родният дом на Бенковски в град Копривщица е превърнат в музей и там се пази една уникална реликва – личната пушка на Бенковски.
- Паметникът на Бенковски над Копривщица е проектиран през 1971 г. от скулптора Христо Танев и архитекта Петко Татаров.
- Паметник на Бенковски е изграден и в тетевенското село Дивчовото;
- За 140-годишнината от Априлското въстание за освобождение от османско владичество и гибелта на водача му в София е открит надгробен знак-монумент на Георги Бенковски от Иво Антонов и арх. Миломир Богданов.[14][15][16]
- В цяла България има многобройни села, улици, училища и други, които носят името на революционера. Сред тях е улица „Георги Бенковски“ в Центъра на София (Карта).
- В „Епопеята на забравените“ Иван Вазов отделя стихотворение, посветено на Бенковски. Впоследствие рок групата „Епизод“ го преработва на песен.
- На паметника на Бенковски в Копривщица е изписан стих от стихотворението на Иван Вазов: „ставайте робове, аз не ща ярем“.[17]

По инициатива на Нейко Азманов се слага началото на честването на годишнините от смъртта на Георги Бенковски край Рибарица, Тетевенско. В 2013 година се провежда внушително национално честване на 170 години от рождението на Бенковски. Българският поет, планинар и планински спасител Христо Спасунин през 1985 г. слага началото на туристическия поход „По стъпките на Хвърковатата чета на Георги Бенковски от Оборище до Костина“.